# Ursins
Ursins es una comuna suiza del cantón de Vaud, situada en el distrito de Jura-Nord vaudois. Limita al norte con la comuna de Pomy, al noreste con Cronay, al sureste con Orzens, al suroeste con Essertines-sur-Yverdon, y al oeste con Valeyres-sous-Ursins.
La comuna formó parte hasta el 31 de diciembre de 2007 del distrito de Yverdon, círculo de Belmont-sur-Yverdon.

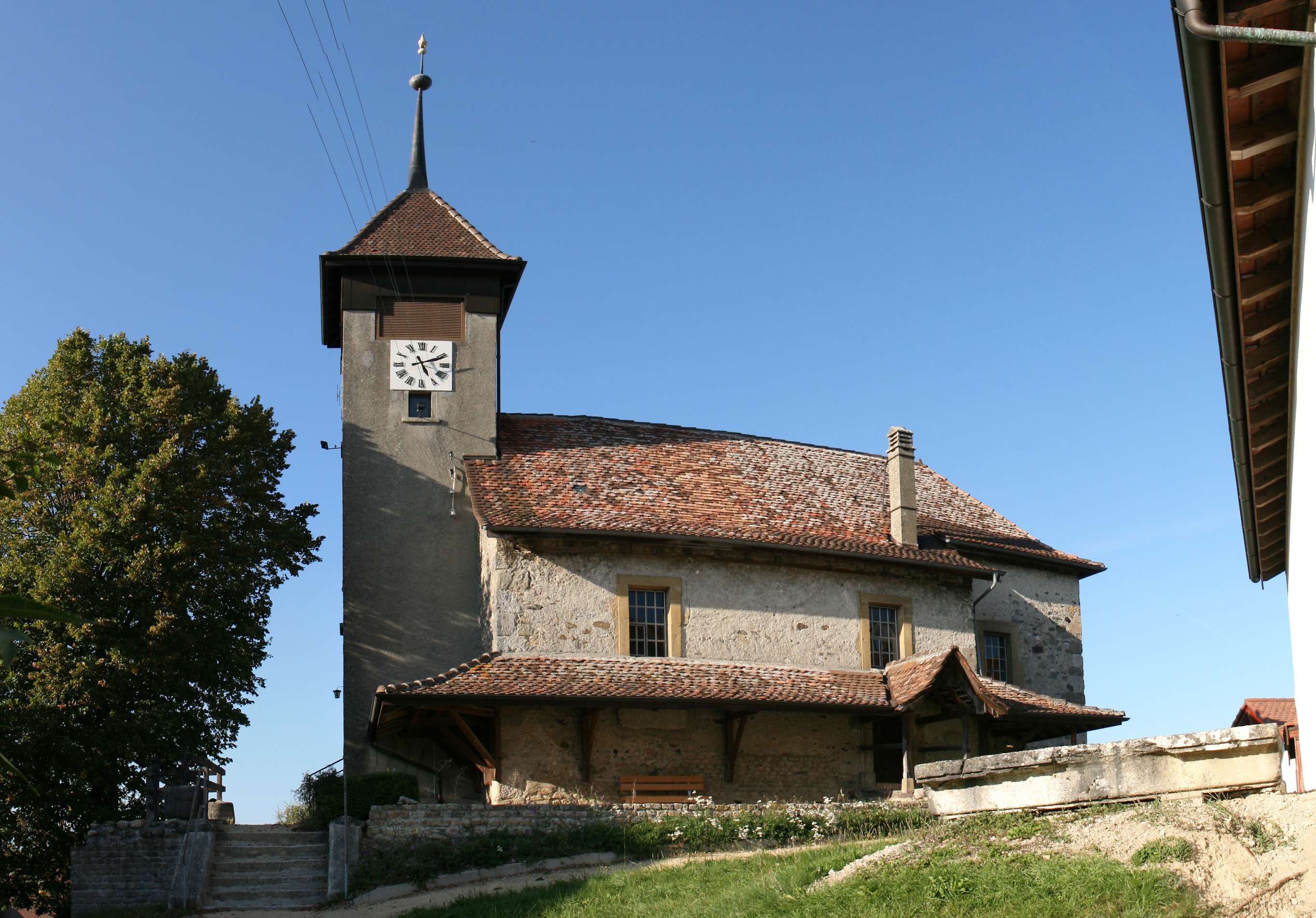
Iglesia de Ursins.